# Dactyloceras barnsi
Dactyloceras barnsi är en fjärilsart som beskrevs av James John Joicey och Talbot 1924. Dactyloceras barnsi ingår i släktet Dactyloceras och familjen Brahmaeidae. Inga underarter finns listade i Catalogue of Life.